# Лотреамон
Граф Лотреамон (на френски: Comte de Lautréamont), псевдоним на Изидор Люсиен Дюкас, е френски поет. Със сборника си от поеми в проза „Песните на Малдорор“ той става един от предшествениците на сюрреализма.

## Биография
Сведенията за живота на Лотреамон са оскъдни. Той е роден на 4 април 1846 година в Монтевидео като Изидор Люсиен Дюкас, син на чиновник във френското посолство в Уругвай. Учи в лицеите в Тарб (1859 – 1862) и По (1863 – 1865), след което през 1867 година заминава да следва в Париж, но сведенията за него след този момент намаляват.
През 1868 година той публикува анонимно първата част на своя основен труд „Песните на Малдорор“ („Chants de Maldoror“). Пълният текст е отпечатан през 1869 под псевдонима граф Лотреамон (от арогантния герой Латреомон на романа на Йожен Сю „Latréaumont“ от 1837), но издателят Албер Лакроа отказва да го пусне в продажба, страхувайки се от съдебни санкции.
Докато се опитва да публикува книгата си, Лотреамон започва да работи върху стихосбирка, озаглавена „Poésies“, която остава недовършена, поради смъртта на автора при неясни обстоятелства. Според една хипотеза той е убит от полицията по време на безредиците през обсадата на Париж през 1870 година.

## Творчество
„Песните на Малдорор“ е публикувана отново през 1890. Тя не намира широк отзвук до началото на 20 век, когато Андре Бретон я обявява за пряк предшественик на сюрреализма.